# Gaiete et Oriour
Gayete et Oriour est une chanson de toile médiévale anonyme. 

## Présentation
La chanson narre l'histoire de deux sœurs, Gaiete et Oriour, qui vont boire et se laver à une fontaine. Le jeune Gérard arrive, jette son dévolu sur Gaiete et l'emporte à la ville pour l'épouser. Oriour se lamente sur sa solitude.
Le nom Gaiete est dérivé de l'adjectif gai par diminutif. Celui d'Oriour est sujet à discussion et plusieurs étymologies ont été proposées : latin ŌRA « bord, lisière » (ancien français oree), latin ORIENS « orient, levant » (ancien français ori) ou encore le germanique AUS- « brillant » rapproché du latin AURUM « or ».

## Analyse
La chanson de toile Gayete et Oriour est composée de six strophes comportant chacune un tercet et un refrain qui vient rythmer chaque fin de strophe : 
| Vente l’ore et li raim crollent : Qui s’entraiment soef dorment ! | Le vent agite la forêt : Que les amants dorment en paix ! |

Les rimes sont suivies (ex: semaines/germaines/fontaine) ou forment un jeu sur les sonorités par le biais d'assonances (ex : marrie/sospire/mie).
Les strophes sont narratives (première, deuxième, quatrième et sixième strophes) et dialoguées (troisième et cinquième strophes). 

## Éditions
Le texte ne se trouve que dans un seul manuscrit du XIIIe siècle, le Chansonnier de Saint-Germain-des-Prés (Bibliothèque Nationale de France, Département des manuscrits, Français 20050). Il a fait l'objet de plusieurs éditions : 
- Karl Bartsch, Chrestomathie de l'ancien français, Leipzig, F. C. W. Vogel, 1866, 371 p. (lire en ligne), col. 49.

- Bartsch, Karl, 1870. Altfranzözische Romanzen und Pastourellen, Leipzig, p. 8. (lire en ligne)

- Paris, Gaston & Langlois, Ernest, 1897. Chrestomathie du Moyen Âge, Paris, p. 278. (lire en ligne)
- Batany, Jean, 1972. Français médiéval: textes choisis, commentaires linguistiques, commentaires littéraires, chronologie phonétique, Paris, Bordas, pp. 113-123

- Zufferey François, 2004. Pour une édition révisée de «Gaiete et Oriour», Romania, 122, pp. 206-219. (lire en ligne)

## Prolongements
Selon le romaniste Mario Roques, la chanson Gaiete et Oriour aurait servi d'inspiration à Guillaume Apollinaire pour l'écriture de son poème Le Pont Mirabeau (publié dans le recueil Alcools en 1913). Ce rapprochement s'appuie sur une comparaison de la versification des deux textes. 
| Gaiete et Oriour | Le Pont Mirabeau |
| --- | --- |
| Le samedi al soir faut la semaine Gaiete et Orior, serors germaines, Main à main vont baignier a la fontaine. Vente l'ore et li raim crollent : Qui s'entraiment soef dorment. | Sous le pont Mirabeau coule la Seine Et nos amours Faut-il qu’il m’en souvienne La joie venait toujours après la peine Vienne la nuit sonne l’heure Les jours s’en vont je demeure |

Sur le plan métrique, le couplet est composé de trois décasyllabes et le refrain de deux heptasyllabes (dans Le Pont Mirabeau on peut considérer, selon Roques, les vv. 2 et 3 de chaque strophe comme un décasyllabe car la rime du v. 2 est orpheline). Sur le plan rimique, le schéma AAA+BB est le même et les sonorités sont assez proches. Enfin, la construction grammaticale au subjonctif du refrain confirme une ressemblance dont Roques conclut qu’elle ne peut pas être « une rencontre fortuite ».
Pour corroborer cette hypothèse, Roques cite également les vv. 25-29 du poème Marie (du recueil Alcools également), où Guillaume Apollinaire écrit : « Je passais au bord de la Seine / Un livre ancien sous le bras / Le fleuve est pareil à ma peine / Il s’écoule et ne tarit pas / Quand donc finira la semaine ». Selon Roques, le « livre ancien » serait une référence à la Chrestomathie du moyen âge (1897) de Gaston Paris et Ernest Langlois, qui eut un certain succès et où figure la chanson, en tête de l'anthologie. Enfin, dans le dernier vers du poème, le poète souhaite que vienne la fin de la semaine pour s'unir à Marie comme Gérard épouse Gaiete à la fin de la semaine (v. 1 : « Le samedi al soir faut la semaine »).